# Jaspis
Jaspis é um gênero de esponja marinha da família Ancorinidae.

## Espécies
- Jaspis albescens (Row, 1911)
- Jaspis biangulata (Lindgren, 1897)
- Jaspis carteri (Ridley, 1884)
- Jaspis cristocorrugatus Kennedy, 2000
- Jaspis diastra (Vacelet e Vasseur, 1965)
- Jaspis digonoxea (de Laubenfels, 1950)
- Jaspis duosaster Hoshino, 1981
- Jaspis eudermis Lévi e Vacelet, 1958
- Jaspis griseus Lévi, 1959
- Jaspis hiwasaensis Hoshino, 1977
- Jaspis inconditus (Topsent, 1892)
- Jaspis incrustans (Topsent, 1890)
- Jaspis investigatrix (Annandale, 1915)
- Jaspis johnstoni (Schmidt, 1862)
- Jaspis laingi Pulitzer-Finali, 1996
- Jaspis lutea (Carter, 1886)
- Jaspis manihinei Pulitzer-Finali, 1993
- Jaspis novaezealandiae Dendy, 1924
- Jaspis penetrans (Carter, 1880)
- Jaspis pleopora (de Laubenfels, 1957)
- Jaspis reptans (Dendy, 1905)
- Jaspis sadoensis Tanita, 1965
- Jaspis salvadori Boury-Esnault, 1973
- Jaspis sansibarensis (Baer, 1906)
- Jaspis serpentina Wilson, 1925
- Jaspis sollasi (Burton e Rao, 1932)
- Jaspis splendens (de Laubenfels, 1954)
- Jaspis stelligera (Dendy e Burton, 1926)
- Jaspis velezi (Wintermann-Kilian e Kilian, 1984)
- Jaspis virens Lévi, 1958
- Jaspis wondoensis Sim e Kim, 1995